# Unexpected (Lumidee)
Unexpected è il secondo album della cantante statunitense Lumidee uscito nel 2007.

## Tracce
1. "Intro"
2. "So Cool... Hollywood"
3. "In It for the Money" (featuring Snoop Dogg)
4. "Cute Boy"
5. "She's Like the Wind" (featuring Tony Sunshine)
6. "Feel Like Makin' Love" (featuring Shaggy)
7. "Stuck on You"
8. "Caught Up"
9. "Crazy" (featuring Pitbull)
10. "Could Be Anything "
11. "You Got Me" (featuring N.O.R.E.)
12. "The Whistle Song" (featuring Wyclef Jean)
13. "I'm Up" (featuring Jim Jones)
14. "He Told Me"
15. "Did You Imagine"
16. "Passin' Thru"
17. "She's Like the Wind" (Spanglish Version) (featuring Tony Sunshine)
18. "Dance" (featuring Fatman Scoop)